# Leningrad Cowboys Meet Moses
Leningrad Cowboys Meet Moses (bra: Os Leningrad Cowboys Encontram Moisés) é um filme de 1994 dirigido por Aki Kaurismäki. É uma sequência do popular filme Leningrad Cowboys Go America, de 1989, que apresentou abanda fictícia de rock russa Leningrad Cowboys que, posteriormente, se tornou uma notável banda de rock da vida real na Finlândia.

## Elenco
- Leningrad Cowboys – eles próprios[4]
- Matti Pellonpää – Moses/Vladimir
- Kari Väänänen – Igor
- André Wilms – Lazar/Johnson/Elijah, agente da CIA
- Nicky Tesco – primo americano
- Aki Kaurismäki – operário

## Música
- "Rosita" – Escrito por M. Helminen
- "Nolo Tengo Dinares" – Escrito por Mauri Sumén
- "Kasatchok" – Traditional, arranjado por Leningrad Cowboys
- "Kili Watch" – Escrito por G. Derse, arranjado por Mauri Sumén
- "Wedding March" – Escrito por Erkki Melartin, arranjado por Mauri Sumén
- "Matuschka" – Escrito por Ben Granfelt, arranjado por Mauri Sumén
- "Lonely Moon" – Escrito por Toivo Kärki (como Pedro de Punta), Reino Helismaa (como Orvokki Itä), letra por H. Tervaharju, arranjado por Mauri Sumén
- "I Woke Up This Morning Last Night" – Escrito por Leningrad Cowboys, M. Helminen, arranjado por Leningrad Cowboys
- "Rivers of Babylon" – Escrito por F. Farian, B. Dove, G. Reyam, J. MacNaugton, arranjado por Leningrad Cowboys
- "Uralin pihlaja" – Traditional, arranjado por Mauri Sumén
- "The Sunbeam and the Goblin" – Escrito por Reino Helismaa, letra por Juice Leskinen, arranjado por Mauri Sumén
- "U.S. Border" – Escrito por Tokela, Jouni Marjaranta